# Benjamin Pickmann Mann
Pour les articles homonymes, voir Mann.
Benjamin Pickman Mann est un entomologiste américain, né le 30 avril 1848 à West Newton (Massachusetts) et mort le 22 mars 1926 à Washington.
Il est le fils du pédagogue Horace Mann (1796-1859). Il est diplômé à l’université Harvard en 1870 et réside plusieurs années à Cambridge. Il participe à la création du Cambridge Entomological Club en 1874. En 1881, il entre au service entomologique du département de l’Agriculture de Washington et, en 1887, travaille au service des brevets.
Il s’intéresse particulièrement à la bibliographie entomologique et dirige la parution de Psyche.

## Source
- (en) [PDF] Benjamin Pickman Mann (1926), Psyche, 33 : 172 (consulté le 1er février 2008).